# Handley Page Victor
Handley Page Victor je britanski mlazni bombarder koji je proizvodio Handley Page. Victor je bio treći i posljednji V bombarder koji je imao ulogu nuklearnog napada; druga dva zrakoplova su Vickers Valiant i Avro Vulcan

## Razvoj

### Pozadina
Projektanti Handley-Page Aircraft Company započeli su s razvojem koncepta naprednog strateškog bombardera s mlaznim motorima HP.80 koji bi djelovao na velikim visinama pri velikim brzinama, izvan dosega tadašnjih lovaca-presretača. Da bi mogao letjeti visokim podzvučnim brzinama avion je dobio tzv. srpoliko krilo. Takvo je krilo imalo tri kuta strijele. Najoštriji kut bio je na samom početku, da bi se prema vrhu krila smanjivao. Sa smanjenjem kuta krila smanjivala se i debljina, te je ta kombinacija osiguravala konstantni otpor zraka na krilima pri velikim brzinama.
HP.80 zapravo nije bio originalni projekti Handley-Pagea. Njegovi su korijeni sezali sve do nacističke Njemačke i dr. Gustava Victora Lachmanna. Nakon njemačke kapitulacije Lachmann je interniran u Veliku Britaniju te je dodijeljen Handley-Pageu kako bi prenio njemačko znanje o aerodinamici visokih brzina. Iako je Lachmann u Handley-Pageu trebao ostati kratko vrijeme uprava tvrtke je uspjela uvjeriti britanske vlasti da bi njegov dulji ostanak donio znatne prednosti britanskim obrambenim mogućnostima. Tako je Lachmann mogao ostati raditi uz uvjet da usko surađuje s Godfreyem Leejom. Lee je otišao u Njemačku neposredno nakon okončanja rata te se tamo prvi put susreo s konceptom srpolikog krila koje je razvijeno za poboljšanu inačicu bombardera Arado Ar-234.
Nakon Leejevog povratka vodstvo tvrtke je prihvatilo prijedlog daljnjeg razvoja novog krila, te se pobrinulo da "dobiju" Lachmanna. Kako je HP.80 bio manje tehnološki zahtjevan od Avorovog Vulcana, britansko ministarstvo zrakoplovstva zaključilo je kako bi njegov razvoj bilo odlično osiguranje u slučaju da Avrovov projekt propadne. Tako je u travnju 1948. Handely-Page dobio ugovor za izradu dva prototipa.

### Početak razvoja
Početak razvoja baš i nije bio obećavajući. Naime, testiranje srpolikog krila trebalo se obaviti na daljinski upravljanoj jedrilici označenoj kao HP.87, koja se srušila već na prvom letu. Zbog toga je ministarstvo zrakoplovstva 1948. izdalo "Specifikation E.6/48" koja je od Handley-Pagea tražila da napravi demonstratora tehnologija kojim će upravljati pilot. Demonstrator je dobio oznaku HP.88. Projektiranje i izrada HP.88 dodijeljena je tvrtki General Aircraft LTD. Kao osnova uzet je trup mlaznog lovca Supermarine Attacker kojem su dodani srpoliko krilo i rep T konfiguracije. Prvi je let obavljen 21. lipnja 1951. Kako je u međuvremenu General Aircraft LTD kupila tvrtka Blackburn, prvi je let obavio njihov probni pilot G. R. I. Parker.
Do prvog leta HP.88 projektanti HP.80 bitno su izmijenili koncepciju novog krila tako da letna testiranja HP.88 više nisu bila reprezentativna. Osim toga proizvodnja prvog prototipa HP.80 već je dobrano odmakla. Unatoč tome HP.88 je nastavio letjeti sve do 26. kolovoza 1951., kad se raspao u zraku pritom ubivši pilota. Ova nesreća nije previše uzbudila ni vodstvo Handley-Pagea ni ministarstvo zrakoplovstva te je rad na prvom prototipu, označenom kao WB771 normalno nastavljen. Prototip je prvo u dijelovima cestom prevezen iz Handely-Pageove tvornice u Radlettu u 145 kilometara udaljeno ispitno središte u Boscombe Downu. Iako je tvornica u Radlettu imala uzletno-sletnu stazu dostatne dužine za testiranje WB771, ministarstvo je odlučilo da će još duža staza u Boscombe Downu osigurati sigurnije uvjete za letna testiranja.

Sam je prijevoz aviona zahtijevao specijalne pripreme. Prvo je napravljen opsežan pregled rute i postavljeno jako osiguranje. Na dva su zavoja buldožeri morali proširiti cestu jer je bila uža od širine trupa. Sam je trup maskiran drvenom konstrukcijom na kojoj je napisano GELEYPANDHY/SOUTHHAMMPTON. Cilj je bio da se slučajni namjernici uvjere kako se zapravo radi o povećem brodu koji se prijevozi u luku na porinuće.
Tako je WB771 ponovno sastavljen u Boscombe Downu. Tijekom testiranja hidraulike prije prvog leta izbio je požar koji je zahvatio tri tehničara, od kojih je jedan podlegao ozljedama tri tjedna poslije. Unatoč nesreći nastavljen je rad na priprema za prvi let koji je obavljen 24. prosinca 1952.

### Letna testiranja
Prvi su prototip opremili s četiri turbomlazna motora Armstrong Siddeley Sapphire 7 Mark 200. Kako nije dobio svu predviđenu opremu, tehničari su u WB771 ugradili balans kako bi osigurali potrebnu stabilnost u letu. Osim što se avion pokazao laganim za letenje najveće je iznenađenje bila činjenica da je trebao kratku stazu za polijetanje. Drugim riječima uopće ga nije trebalo "seliti" u Boscombe Down. WB771 javnosti je prikazan na zrakoplovnoj izložbi Farnborough 1953. Pritom su tijelo aviona obojali u crno dok su krila i rep ostali srebrni. Letna su testiranja pokazala da je osnovni dizajn uspješan te da je potrebno napraviti samo neke izmjene. Najveća greška otkrivena je 14. srpnja 1954. kad je WV771 izgubljen u teškoj nesreći tijekom leta na maloj visini, u kojoj su nastradali svi članovi posade. Naime, tada je otkriveno da je repna konstrukcija preslaba za opterećenja koja se stvaraju tijekom leta velikim brzinama kroz gust zrak na malim visinama. Zbog toga je drugi prototip WB775 dobio ojačani rep, te je prvi put poletio 11. rujna 1954. Dobio je istu shemu bojanja kao i WB771, ali i svu opremu namijenjenu serijskim avionima. Unatoč nesreći prvog prototipa serijska proizvodnja HP.80 odobrena je u lipnju 1952., zapravo mnogo prije nego što je prvi prototip poletio. Naručeno je samo 25 aviona koji su službeno označeni kao Victor B.1. Prvi let prvi serijski Victor obavio je 1. veljače 1956. Tijekom leta 1. lipnja 1957. pilot Johnny Allam je tijekom blagog poniranja "slučajno" probio zvučni zid, čime je Victor postao najveći nadzvučni avion svog vremena.
Zbog većeg broja uočenih nedostataka uvođenje u operativnu uporabu se odužilo tako da je prva postrojba britanskog ratnog zrakoplovstva (Number 232 Operational Conversion Unit, OCU) opremljena Victorima postala operativna tek u studenom 1957. Prva borbena postrojba (RAF Number 10 Squadron) postala je operativna u travnju 1958.

## Inačice

### B.1 i B.1A
Victor je bio, aerodimački gledano, jako dobro riješen avion, iako ponešto čudnog oblika, posebno u pogledu prednjeg kraja. Cijela je konstrukcija gotovo u cijelosti napravljena od aluminija. Kako bi se smanjila dužina potrebna za polijetanje na krila su postavili velika pretkrilca i zakrilca. Za skraćenje dužine slijetanja u rep su ugradili velike zračne kočnice i golemi kočioni padobran. Podvozje je bilo tipa tricikl s masivnim nogama. Nosna noga je dobila dva kotača i uvlačila se prema natrag, u prostor ispod pilotske kabine. Ovo je rješenje bilo neophodno jer je sam vrh nosa aviona zauzimao prostor navigatora/ciljatelja i veliki radom za antenu navigacijsko-ciljničkog radara. Noge glavnog podvozja dobile su čak osam kotača. Kako su projektanti i kod Victora motore s pripadajućim usisnicima za zrak smjestili u korijen krila noge glavnog podvozja su se uvlačile u krila, zapravo u posebnu izbočinu s donje strane. Široko postavljene noge podvozja davale su Victoru stabilnost prilikom vožnje po zemlji, polijetanja i slijetanja. U početku su svi Victori obojani u bijelu boju koja ih je trebala štiti od bljeska i vrućine nuklearne eksplozije. Svi Victori inačice B.1 dobili su četiri turbomlazna motora Armstrong-Siddeley Sapphire 7 202/207 pojedinačnog potiska 49 kN. Motori su osiguravali najveću brzinu leta od 1050 km/h i operativni vrhunac od 16 764 metara.
Već je spomenuto da su motori ugrađeni u spoj krila i trupa, što je s pogleda aerodinamike bilo jako dobro rješenje. S druge strane donosilo je i neke probleme. Zbog dodatne složenosti konstrukcije krila su bila teža nego da su motori bili ovješeni ispod njih. Uz to motori su postavljeni jedan blizu drugog što je dovodilo do njihovog pregrijavanja. Ništa manji problem nije bilo i otežano održavanje radi teškog pristupa motorima.
Victor je dobio peteročlanu posadu: pilot-zapovjednik aviona, kopilot, dva navigatora, te časnik za elektroničke sustave. Svi su oni "nagurani" u prostranu kabinu. Zanimljivo je da su samo pilot i kopilot dobili katapultirajuća sjedala, dok su se ostali članovi posade u slučaju nužde morali sami snaći. Logika je bila da će pilot i kopilot održati avion dovoljno dugo u zraku dok ostali članovi posade ne pronađu izlaz, pa se onda sigurno katapultirati iz njega. Ovo je donekle vrijedilo kad je avion letio na velikim visinama, ali je bilo potpuno beskorisno na malim. Projektanti su predložili rješenje da se cijela kabina pretvori u spasilački modul koji bi obuhvatio sve članove posade. Međutim, ministarstvo zrakoplovstva je prijedlog odbacilo jer je bio tehnički presložen i preskup. U početku operativne uporabe Victori B.1 su naoružani termonuklearnim bombama Yellow Sun. U slučaju rata, zahvaljujući američko-britanskom sporazumu o zajedničkom djelovanju nuklearnih snaga, Victore su mogli naoružati i američkim nuklearnim oružjima. Iako im to nije bio primarni zadatak, Victori B.1 su se mogli rabiti i za konvencionalno bombardiranje, pri čemu su mogli ponijeti čak 35 450 kilograma bombi, sve smještene u prostoru za bombe unutar trupa. U isti se prostor mogao ugraditi i veliki spremnik za gorivo koji je bitno povećavao dolet bombardera. Ova će se mogućnost naknadno obilato rabiti kod konverzije Victora iz bombardera u leteće cisterne.
Serijski Victori B.1 znatno su se razlikovali od prototipova te ih je i vizualno bilo lako razlikovati. Najveća razlika bila je u dužini trupa. Naime, kako je kod drugog prototipa, nakon nesreće prvog, značajno ojačana repna konstrukcija došlo je i do njezinog neminovnog povećanja mase. Kako bi se kompenziralo povećanje mase repa i vratio stabilitet u letu dužina prednjeg dijela trupa povećana je za 1,07 metara. Istodobno je smanjena visina repa kako bi mu se dodatno smanjila masa. Promijenjena je i pozicija vrata, ponajviše kako bi se otklonila mogućnost da tijekom iskakanja posada uleti u usisnike zraka za motore. Povećane su i drukčije posložene staklene površine kabine. Na gornjoj strani krila postavljen je set malih generatora vortexa koji su osiguravali bolje opstrujavanje krila i povećanje uzgona pri malim brzinama. Letna testiranja prototipova pokazala su da je upravljački sustav bio "premekan" za tako velik avion, što je moglo dovesti do prenaglih manevara. Zbog toga su serijski avioni dobili "tvrđi" sustav koji je pružao više otpora i omogućavao preciznije doziranje.
Iako su tijekom razvoja i letnih testiranja prototipova Handley-Pageovi projektanti blisko surađivali sa stručnjacima ministarstva zrakoplovstva oko razvoja nove ploče s instrumentima u kabini, na kraju je ona proglašena kao neprihvatljiva. Zbog toga su Victori B.1 dobili konvencionalnu ploču.
Ukupno je proizvedeno 50 Victora inačice B.1, a zadnji je isporučen u veljači 1961. Do trenutka ulaska Victora u operativnu uporabu Sovjetski Savez je uspio razviti nadzvučne lovce-presretače koji su ih mogli sustići i oboriti bez obzira na brzinu i visinu leta. Osim toga sovjetski su lovci dobili vođene projektile zrak-zrak i opremili ih radarima, što im je dodatno povećalo učinkovitost. Kako bi barem djelomično povećali izglede za preživljavanje britansko ratno zrakoplovstvo odlučilo je 24 Victora B.1 modernizirati na standard B.1A. Modernizacija je obuhvatila ugradnju Red Steer radara u repni dio aviona radi rane dojave o nailasku protivničkih lovaca. Osim toga ugrađen je uređaj za otkrivanje radarskog zračenja i sustavi za elektroničko ometanje.
Nakon što je postalo očigledno da će se i modernizirani Victori B.1A teško probijati do svojih ciljeva u Sovjetskom Savezu, obavljeno je nekoliko testova koji su trebali pokazati je li ih moguće prenamijeniti u izvidničke avione. Poznato je da je barem jedan Victor opremljen radarom Red Neck čija je namjena bila otkrivanje ciljeva na zemlji. Nije poznato što su testiranja pokazala, ali ostaje činjenica da niti jedan Victor nije operativno rabljen u kombinaciji s Red Neckom.

### B.2 i SR.2
Kako su Victor B.1 i B.1A zastarili i prije nego što su ušli u operativnu uporabu Handley-Page je ponudio razvoj naprednije inačice koja je trebala imati više izgleda za preživljavanje unutar sovjetskog zračnog prostora. Tako je nastala inačica Victor B.2. Prvi prototip, preuređeni Victor B.1, prvi je put poletio 20. veljače 1959. Taj je avion izgubljen u nesreći iznad Irskog mora u kolovozu iste godine, pri čemu je poginula cijela posada. Unatoč tome nastavljen je program razvoja, tako da je prvi serijski Victor B.2 ušao u ograničenu operativnu uporabu u veljači 1962. U odnosu na originalni Victor B.1, B.2 je dobio četiri turbomlazna motora Rolls-Royce Conway RCo. 11 potiska 76,8 kN. Prvotni su planovi predviđali ugradnju turbomlaznih motora Olympus ili još naprednijih Sapphire 9, ali su oba prijedloga na kraju odbačena. Zbog povećane potrošnje zraka Conway motora, svi su Victori inačice B.2 dobili povećane usisnike za zrak.
Kako je ugradnja povećanih usisnika i ovako tražila značajne modifikacije krila, inačica B.2 je dobila i novo krilo povećanog raspona za 3,06 metara. Povećanje je postignuto tako da je originalno krilo u korijenu povećano za 46 centimetra, te još za 1,07 metara na vrhovima. Promijenjen je i sustav napajanja električnom energijom kojem je dodan vanjski izvor energije Blackburn-Trubomeca Artouste, koji je, između ostalog, služio i za samostalno pokretanje motora. Artouste je smješten u desno krilo.
Unatoč ugradnji jačih motora maksimalna brzina, u odnosu na inačicu A.1, je smanjena za 20 km/h. Razlog je bio osjetno povećanje mase aviona. Jedini pravi dobitak jest, zbog povećanja površine krila, povećan operativni plafon leta na 18 290 metara. Iako je na kraju proizvedeno čak 34 Victora B.2, i prije nego što su uvedeni u operativnu uporabu britansko ratno zrakoplovstvo je znalo da nije dobilo bitno bolji bombarder u odnosu na inačice B.1 i B.1A.
Novi problem javio se nakon što je postalo očito da je Sovjetski Savez razvio cijelu paletu učinkovitih vođenih projektila zemlja-zrak velikog dometa, koji su letove bombardera na velikim visinama učinili bespredmetnim. Jedino rješenje bilo je promjena taktike uporabom letova na malim visinama. Zbog toga su svi Victori B.2 dobili navigacijski radar za male visine. Bijela boja je zamijenjena novim dvobojnim maskirnim premazom. Tako opremljeni i prebojani B.2 u operativnu su uporabu počeli ulaziti početkom 1964. godine.
Zadnji od 34 napravljena B.2 dovršen je u travnju 1963. Ubrzo je 21 Victor B.2 modificirano u inačicu Victor B.2(RS). Modifikacija je obuhvatila ugradnju pojačanih turbomlaznih motora Conway 201 RCo. 17 potiska 91 kN, te mogućnost nošenja vođenog projektila zrak-zemlja s nuklearnom bojnom glavom Blue Steel. Zbog veličine projektil se morao nositi ispod trupa, tek djelomično uvučen u njega.
Niti jedan bombarder Victor nikada nije uporabljen u borbi, barem ne direktno. Početkom šezdesetih godina prošlog stoljeća britansko ratno zrakoplovstvo je odlučilo na osnovi Victora B.2 razviti inačicu za strateško izviđanje Victor SR.2. Prvi SR.2 prvi je put poletio 23. veljače 1965. Ukupno je napravljeno devet SR.2, a prvi je u operativnu uporabu uveden već u svibnju 1965.

### Leteće cisterne
Nakon ulaska u operativnu uporabu Victora B.2 svi su Victori B.1 i B.1A proglašeni nepodobnim za bombarderske zadaće. Zbog toga je započela potraga za novom zadaćom. Kao najpogodnija pokazala se njihova konverzija u leteće cisterne. Ta je ideja postala još aktualnija nakon što je britansko ratno zrakoplovstvo moralo iz operativne uporabe povući leteće cisterne Valiant. Zbog toga je na brzinu šest B.1A opremljeno s po dva sustava za pretakanje goriva u letu Flight Refueling FR.20B. Tako modificirani dobili su oznaku Victor BK.1A, koja je poslije promijenjena u Victor B.1A(K2P). Ostali modificirani avioni dobili su, uz dva FR.20B i jednim FR.17, te dopunski spremnik za gorivo u spremište za oružje. Na taj je način modificirano 11 B.1 (dobili su oznaku K.1) i 14 B.1A (K.1A).
Kako Victor nije projektiran za borbena djelovanja na malim visinama, britansko ratno zrakoplovstvo je već 1968. donijelo odluku o povlačenju svih Victora B.2 iz borbenih zadaća, i njihovu konverziju u leteće cisterne. Prvi tako modificirani Victor B.2 prvi je put poletio 1. ožujka 1972. Na kraju je u inačicu Victor K.2 konvertirano 24 Victora B.2. Victor K.2 je ostao bez mogućnosti nošenja naoružanja, te su uklonjeni svi sustavi namijenjeni borbenom djelovanju. Dobivena ušteda u masi iskorištena je za povećanje spremnika za gorivo koji su mogli primiti čak 41 000 kilograma goriva.

## Borbena djelovanja
Već je spomenuto da niti jedan Victor nikada nije borbeno djelovao, osim kao potpora drugim borbenim avionima. Prvo uključivanje Victora u borbena djelovanja bilo je 1982. godine, nakon što je argentinska vojska zauzela Falklandsko otočje u južnom Atlantiku. Tada su Victori K.2 rabljeni kao potpora bombarderima Avro Vulcan. Osam Victora K.2 rabljeno je 1991. godine tijekom rata u Perzijskom zaljevu. U 229 zadaća Victori su gorivom u zraku opskrbljivali avione britanskog ratnog zrakoplovstva i američke mornarice. Nekoliko ih je do sredine 1993. godine rabljeno za pružanje potpore snagama koje su nadgledale zone zabrane letenja iznad južnog i sjevernog Iraka. Zadnji su Victori K.2 povučeni iz operativne uporabe u listopadu 1993., a njihove zadaće opskrbe gorivom u letu preuzeli su Vickersi VC.10.

## Tehničke karakteristike (Handley Page Victor B.1)
Osnovne karakteristike
- posada: 5
- dužina: 35,05 m
- raspon krila: 33,53 m
- površina krila: 223,5 m2
- visina: 8,15 m

Letne karakteristike
- najveća brzina: 1.050 km/h
- dolet: 9.660 km
- najveća visina leta: 17.000 m
- motor: 4 × Armstrong Siddeley Sapphire A.S.Sa.7 turbomlazna motora

## Vanjske poveznice
- Handley Page Victor - thunder-and-lightnings.co.uk
- Handley Page Victor - vectorsite.net